# Церква Введення в храм Пресвятої Богородиці (Монастириська)
Церква Введення в храм Пресвятої Богородиці в Монастириськах — парафія і храм греко-католицької громади Монастириського деканату Бучацької єпархії Української греко-католицької церкви в місті Монастириська Чортківського району Тернопільської области.
Оголошена пам'яткою архітектури місцевого значення (охоронний номер 2075).

## Історія церкви
Перша церква на Фільварках (сучасне Підгородне, частина Монастириська) згадується у 1498 році, коли вона згоріла під час набігу турецько-татарських орд. На її місці збудували нову, але й та була спалена у 1698 році польським військом.
Нинішній храм був збудований останнім парохом Фільварок у 1871 році та освячений у 1873 році. Він діяв до 1960 року, коли радянська влада закрила його, перетворивши на зерносховище. Більшість вірян тоді відвідували міську церкву, а частина перейшла у підпілля УГКЦ. Навесні 1990 року, після отримання дозволу, почалася відбудова і ремонт храму.
10 жовтня 1991 року єпископ Іриней Білик освятив церкву Введення в храм Пресвятої Богородиці.
У 1997 році встановили іконостас роботи В. Надворського та ікони, написані 3. Садівським.
У 1998 році збудували дзвіницю.
У 2011 році провели капітальний ремонт: стіни обшили, пофарбували, прикрасили орнаментом, написали нові образи (автор 3. Садівський) та добудували сповідальню.
До 1946 року парафія належала УГКЦ, потім, до 1960 року — РПЦ, і з 1990 року знову повернулася в лоно УГКЦ.
У лютому 2008 року парафіяни передали у власність церкви будинок, що раніше був конторою колгоспу, під проборство.
При парафії діють братство «Апостольство Доброї Смерті» та Парафіяльне братство.

## Парохи
- о. Павло Василик,
- о. Василь Семенюк,
- о. Григорій і Микола Сімкайли,
- о. Лев Сіменович (1860—1894),
- о. Захарій Подляшецький (1894—1919),
- о. А. Білінський (1919—1942),
- о. Володимир Ржевський (1942—1947),
- о. Костянтин Висоцький (1947—1955),
- о. Нагірняк (1955—1958),
- о. Володимир Білінський (1958—1978),
- о. Іван Ворончак (1978—1979),
- о. Дем'ян Михайлишин (1979—1992),
- о. Петро Савіцький (1992—1994),
- о. Ярослав Пилипів (1994—1997),
- о. Іван Савіцький (з 14 вересня 1997).